# AC Frua
La AC 428, conosciuta anche come AC Frua, è un'automobile prodotta in versione coupé o roadster tra il 1965 e il 1973 dalla casa automobilistica britannica AC Cars.

## Il contesto

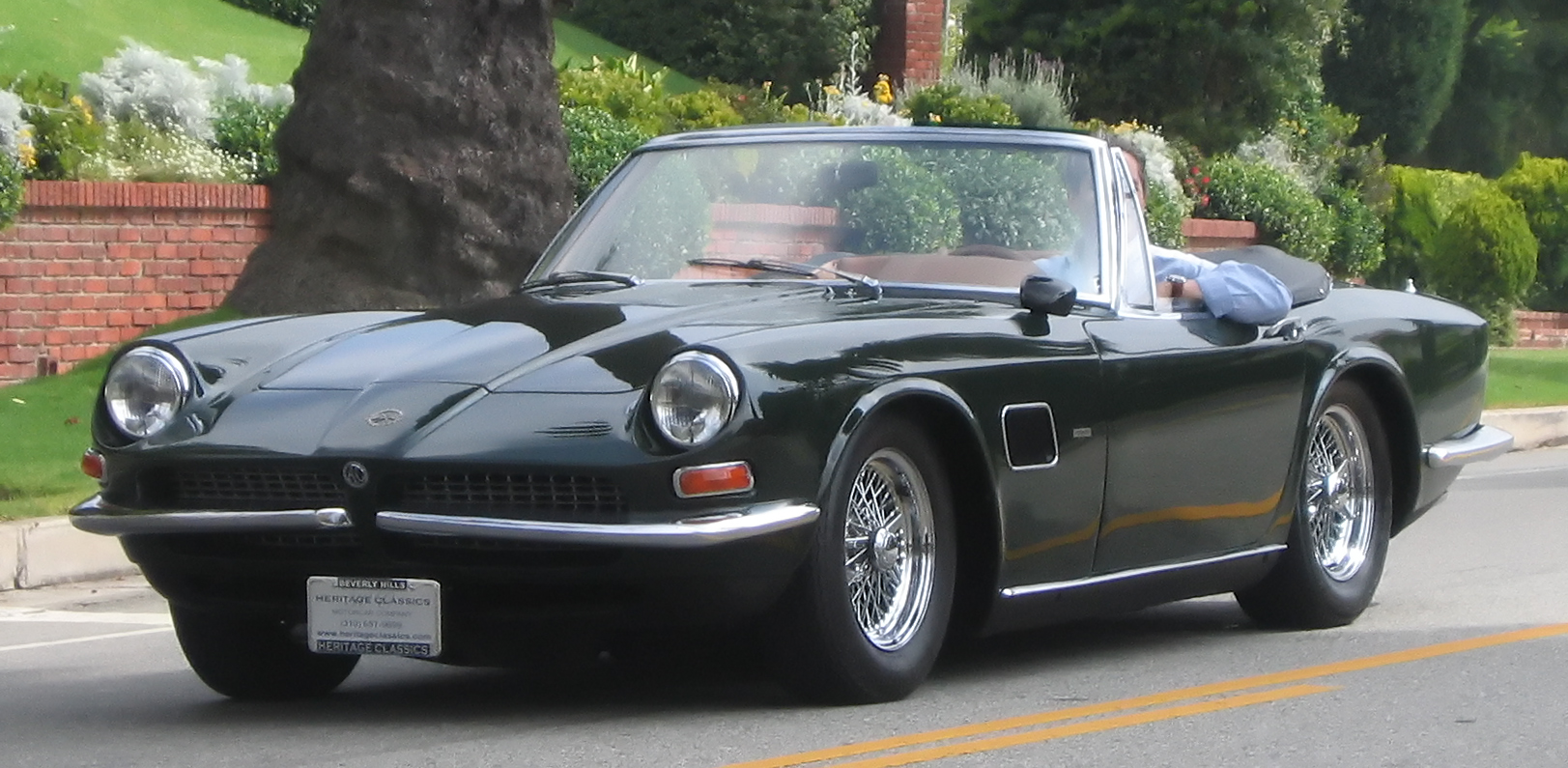
La versione roadster

È un'auto prodotta in soli 81 esemplari il cui design è dovuto a Pietro Frua; lo stesso disegnatore era il responsabile anche della linea della coeva Maserati Mistral con cui vi sono diverse somiglianze.
La prima versione presentata fu quella scoperta al salone di Londra del 1965 a cui seguì la presentazione della coupé avvenuta a quello di Ginevra del 1966. La produzione iniziò tra la fine del 1966 e l'inizio del 1967, protraendosi sino al 1973.
Degli 81 esemplari prodotti 49 erano coupé, 29 roadster e 3 prototipi. Condivide il telaio 427 Mark III con la AC Cobra. Il telaio stesso veniva prodotto in Inghilterra, inviato in Italia per montare la carrozzeria e poi rispedito in Inghilterra negli stabilimenti della AC Cars per il montaggio degli altri organi meccanici.

## Caratteristiche tecniche
L'auto, equipaggiata da un propulsore Ford V8 da 6997 cm³ erogante 345 bhp, arrivava fino ai 227 Km/h e impiegava 6,2 secondi per raggiungere i 97 Km/h. A fine produzione vennero costruiti anche 3 prototipi prefiguranti una eventuale versione a quattro porte ed una maggiormente alleggerita, ma il progetto venne abbandonato a causa delle difficoltà economiche dell'azienda.